# Protaetia gestroi
Protaetia gestroi är en skalbaggsart som beskrevs av Miksic 1970. Protaetia gestroi ingår i släktet Protaetia och familjen Cetoniidae. Inga underarter finns listade i Catalogue of Life.